# Thomas Karremans
Thomas J.P. (Thom) Karremans (Apeldoorn, Países Bajos, 1948) es un exmilitar neerlandés, que actuaba como comandante de la fuerza de protección de cascos azules en Srebrenica durante la masacre de Srebrenica, en la guerra de Bosnia, considerada la mayor matanza cometida en Europa desde la Segunda Guerra Mundial.

## Formación
Completó su formación militar en la Real Academia Militar y, entre 1979 y 1980, fue parte de la fuerza de paz de la FPNUL en el Líbano. En los años ochenta, estuvo destinado en Mons (Bélgica), donde se encuentra la sede de la OTAN para el control de armamentos. En 1991 Karremans tuvo su primera experiencia en Bosnia, en su calidad de oficial de enlace en la CE-waarnemingscommissie. Luego fue comandante de un batallón de infantería en Assen.

## Guerra de Bosnia

### Protección de «zona segura»
Al comenzar la guerra de Bosnia, en 1992, el gobierno holandés envió un contingente de tropas dentro de la operación UNPROFOR, fuerzas de la ONU destinadas a garantizar las condiciones para las conversaciones de paz y la seguridad en los enclaves desmilitarizados designados como áreas protegidas. Estas áreas eran cinco ciudades bosnias que debían ser desmilitarizadas, Sarajevo, Žepa, Srebrenica, Goražde y Bihać. Karremans fue nombrado comandante del Dutchbat III, tercer reemplazo de la fuerza holandesa que se hizo cargo del enclave de Srebrenica sustituyendo en febrero de 1994 a dos compañías canadienses.

### Masacre de Srebrenica

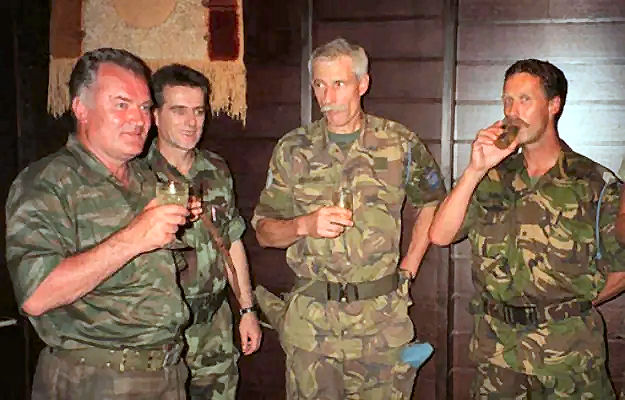
Karremans junto a oficiales neerlandeses y el líder militar serbobosnio Ratko Mladić en el hotel Fontana de Bratunac tras la toma de Srebrenica.

Los primeros días de julio de 1995, el Ejército de la República Srpska lanzó una ofensiva a gran escala que aisló completamente el enclave de Srebrenica. Tres de los puestos de observación del Dutchbat fueron desalojados por el ataque serbobosnio. Informado Karremans, llegó a cursar hasta tres solicitudes de apoyo aéreo a las Naciones Unidas, que debido a los trámites necesarios para ejecutar un ataque, llegó demasiado tarde. Cuando el VRS entró en la ciudad, el 11 de julio, sus habitantes huyeron en desbandada, unos hacia territorio bosnio, y otros hacia la sede del Dutchbat, en Potocari, donde se acumularon miles de refugiados buscando protección. El comandante en jefe del ejército serbobosnio, Ratko Mladić citó a Karremans en un hotel de Bratunac, donde, tras serias amenazas hacia él y su batallón, se aseguró de que no intervendrían en el trato a los refugiados. Al día siguiente, las fuerzas de Mladić entraron en el cuartel general de los cascos azules, con el pretexto de trasladar a los refugiados a zona bajo control bosnio, pero solo lo hicieron con las mujeres y los niños. El resto, unos 8.100 varones, fueron ejecutados los días siguientes en Srebrenica y alrededores, mientras el contingente holandés pactaba su salida de la zona. En imágenes de la BBC, se muestra a Karremans brindando y aceptando presentes de Mladić en el momento en que el batallón holandés abandonaba Srebrenica.

### Trascendencia
El asunto alcanzó tal trascendencia en Holanda, que el gobierno en pleno del primer ministro Wim Kok presentó su dimisión el 18 de abril de 2002, tras un informe oficial.
Karremans aseguró que fue un bloqueo de los serbios, lo que dejó a sus hombres desesperadamente necesitados de comida y combustible. También declaró ante el TPIY que para cuando sus peticiones de asistencia aérea a la OTAN fueron aprobadas era ya muy tarde. En 1999, las Naciones Unidas admitieron su error al haber esperado que un número reducido de tropas podría proteger el enclave de Srebrenica. 
Tras estos sucesos, fue destinado durante unos meses de 1996 a Madrid hasta su jubilación.

## Jubilación
Tras retirarse de la vida militar, Karremans se trasladó junto a su esposa a España, concretamente a la Costa Blanca alicantina, debido en parte a amenazas de muerte en su Holanda natal. Ya en España, escribió sobre sus experiencias en el libro Srebrenica, who cares?: Een puzzel van de werkelijkheid (Srebrenica, ¿a quién le importa?: Un rompecabezas de la realidad), en el que rechaza toda responsabilidad en la masacre y culpa a la ONU de lo sucedido.

## Enlaces
- El País. Entrevista a Thomas Karremans
- CNN: Srebrenica: 'A triumph of evil'. World News

- Datos: Q963384
- Multimedia: Thom Karremans / Q963384